# Cyril Raffaelli
Cyril Quenel Raffaelli (1 de abril de 1974) es un artista marcial, actor y coreógrafo francés. Practicante de karate y wushu. Raffaelli ha colaborado con el director Luc Besson y el fundador de parkour David Belle en sus producciones cinematográficas.
Aunque es famoso por sus trabajos de coreografía en muy diversas películas de acción, Raffaelli también es conocido como actor ocasional, siendo su actuación cinematográfica más relevante hasta la fecha la saga de películas Banlieue 13.

## Biografía
Cyril comenzó su andadura en las artes marciales a los 6 años por influencia de sus abuelos, entrenando en karate de estilo Shotokan. También empezó en competiciones de atletismo, y tras descubrir las películas de Jackie Chan, decidió dedicarse al cine en cuanto tuviera oportunidad. A los 14 años se unió a la Escuela de Circo de Anne Fratelli, donde conoció a Vincent Cassel, y empezó a actuar de acróbata. En 1991, se le pidió que coreografiara una función de Las preciosas ridículas y esto le abrió las puertas a la televisión, destacando por un papel en Starmania y varios trabajos con humoristas como Les Inconnus y Patrick Sébastien. Durante este tiempo, persiguió también su formación deportiva y ganó varios títulos en varias disciplinas.
Su encuentro con el director Luc Besson cuando trabajaba como coreógrafo en Juana de Arco sería decisivio, pasando a formar parte de los colaboradores habituales. Su primer papel importante ante la cámara fue contra Jet Li en El beso del dragón. En 2001, Besson le presentó al fundador del parkour David Belle, con quien Cyril formó una gran amistad, y ambos trabajaron juntos en la película Intervention divine de Elia Suleiman. Dos años después, el dúo tuvo su debut como protagonistas en Distrito 13.

## Campeonatos y logros
- Copa del Mundo IKFF en Combate Combinado (1997)
- Campeón de Francia de San Da (1998)
- Medalla de bronce IKFF en Combate Combinado (1999)

## Filmografía
| Título                                               | Papel                | Año  |
| La vérité si je mens!                                | Agente de seguros    | 1997 |
| Taxi 2                                               | Instructor de karate | 2000 |
| Mortel Transfert                                     | Ladrón               | 2001 |
| El beso del dragón                                   | Victor               | 2001 |
| Intervention Divine                                  | Soldado              | 2002 |
| Astérix y Obélix: Misión Cleopatra                   | Legionario           | 2002 |
| Il giovane Casanova                                  |                      | 2002 |
| Les rivières pourpres II - Les anges de l'apocalypse | Monje asesino        | 2007 |
| Distrito 13                                          | Damien Tomaso        | 2004 |
| Live Free or Die Hard                                | Rand                 | 2007 |
| Human Zoo                                            | Detective Dacae      | 2009 |
| Distrito 13: Ultimatum                               | Damien Tomaso        | 2009 |
| Arthur y la guerra de los mundos                     |                      | 2010 |
| Djinns                                               | Louvier              | 2010 |